# حفره خشک
حفرهٔ خشک اصطلاحی در علم دندانپزشکی و حالتی است که گاهی پس از کشیدن دندان پیش می‌آید و در آن به علت تشکیل نشدن لختهٔ خون، آرَک دندان ظاهری خشک پیدا می‌کند و به‌شدت دردناک می‌شود. آرک (alveolus) حفره‌ای استخوانی است که ریشهٔ دندان در آن قرار گرفته است.
به این عارضه، حفره‌خشکی (به انگلیسی: Dry socket)، ورم استخوان سوراخدار (به انگلیسی: Alveolar osteitis) و آرَک‌آماس هم می‌گویند.
پدیده «حفره خشک» هنگامی رخ می‌دهد که عمل لخته‌سازی خون در حفره شکل نگیرد یا از حفره کنده شود. بدین ترتیب، یک حفره خالی باقی می‌ماند که بسترگاه یک ورم استخوانی در محدوده لامینا دورا می‌شود. این پدیده، همراه با درد شدید فزاینده و تأخیر زمانی ترمیم می‌شود.
پدیده «حفره خشک» در حدود نیم تا ۵ درصد تمام عمل‌های جراحی عادی و در حدود ۲۵ تا ۳۰ درصد عمل جراحی دندان آسیاب سوم (دندان عقل) که در فک گیر کرده، رخ می‌دهد.

## عوامل
از عوامل اصلی در شکل‌گیری حفره خشک، عفونت، سیگار کشیدن، عمل جراحی شدید و سنگین، پرتودرمانی، Vasoconstrictors و قرص‌های ضد بارداری در خانم‌ها است.

## پیش‌بینی
اگر پدیده حفره خشک روی دهد، روند درمان لثه به تأخیر خواهد افتاد. درد پس از عمل هم به مراتب شدیدتر خواهد شد. ممکن است دوره زمانی درد، ۷ تا ۴۰ روز باشد.

## درمان
بهتر است که سریعاً به متخصص دندانپزشک مراجعه کنید، حتی اگر درد آن از بین برود. در فاصله زمانی رجوع به دندانپزشک، می‌توانید برای تسکین، از دارو ایبروفن ۴۰۰ میلی‌گرم (کپسولی یا ژلاتینی) برای هر دوره زمانی ۴–۶ ساعته (بسته به شدت درد) مصرف کنید.